# Korneuburg
Korneuburg es la localidad-capital del distrito de homónimo, en el estado de Baja Austria, Austria. 
Se encuentra ubicada al noreste del estado, a poca distancia al norte de Viena y del Danubio.